# Videografia de One Ok Rock
A videografia de One Ok Rock, estilizado como ONE OK ROCK, uma banda de rock japonesa, consiste em trinta e cinco vídeos musicais, catorze álbuns de vídeo e dois documentários. Além destes, o One Ok Rock e suas canções realizam númerosas participações em programas de televisão e propagandas comerciais. 
Formado em 2005, o One Ok Rock lançou no ano seguinte, dois extended plays (EPs) indie, produzindo seus primeiros materiais em vídeo. Em 2007, lançou seu primeiro álbum de estúdio, Zeitakubyo, que gerou três singles e vídeos musicais correspondentes. A seguir, a banda lançou seu primeiro álbum de vídeo intitulado Live DVD "Yononaka Shredder" (2008). Mais tarde em 2011, o One Ok Rock recebeu uma indicação a Melhor Vídeo de Rock pela MTV Video Music Awards Japan com "Jibun Rock", tendo vencido no ano seguinte com "Answer is Near", dirigido por Masakazu Fukatsu. Com o vídeo musical de "The Beginning" lançado em 2012 e dirigido por Maxilla, a banda venceu os prêmios de Melhor Vídeo de Rock e Melhor Vídeo de Filme pela mesma premiação. Além disso, atingiu a primeira colocação na tabela de vendas de DVD da Oricon com One Ok Rock 2013 "Jinsei x Kimi =" Tour Live&Film. Em maio de 2014, o One Ok Rock lançou o documentário Fool Cool Rock! One Ok Rock Documentary Film, que posteriormente, foi lançado como um álbum de vídeo. Em 2018, através de One Ok Rock 2017 "Ambitions" Japan Tour, a banda conquistou seu primeiro número um simultâneo nas tabelas de DVD e blu-ray no Japão. A seguir, em outubro de 2021, o One Ok Rock lançou seu segundo documentário intitulado One Ok Rock: Flip a Coin, pelo serviço de streaming Netflix.

## Vídeos musicais
| Ano  | Título                                  | Diretor(es)                         | Notas                                                                                 | Ref.   |
| ---- | --------------------------------------- | ----------------------------------- | ------------------------------------------------------------------------------------- | ------ |
| 2006 | "Moshimo Taiyou Ga Nakunatta Toshitara" | Desconhecido                        |                                                                                       |        |
| 2006 | "Keep it real"                          | Desconhecido                        |                                                                                       |        |
| 2007 | "Naihi Shinsho"                         | Hideaki Fukui                       |                                                                                       | [ 7 ]  |
| 2007 | "Yume Yume"                             | Junya Matsuyama                     |                                                                                       |        |
| 2007 | "Etcetera"                              | Nobuaki Hongo                       |                                                                                       |        |
| 2008 | "Hitsuzen Maker"                        | Hideaki Fukui                       |                                                                                       | [ 8 ]  |
| 2008 | "Koi No Aibou Kokoro No Cupid"          | Hideaki Fukui                       |                                                                                       | [ 8 ]  |
| 2010 | "Kanzen Kankaku Dreamer"                | Hideaki Fukui                       |                                                                                       | [ 9 ]  |
| 2010 | "Jibun Rock"                            | Hideaki Fukui                       |                                                                                       | [ 10 ] |
| 2010 | "Liar"                                  | Kensaku Kakimoto                    |                                                                                       | [ 11 ] |
| 2011 | "C.h.a.o.s.m.y.t.h"                     | Masakazu Fukatsu                    |                                                                                       | [ 12 ] |
| 2011 | "No Scared"                             | Masakazu Fukatsu                    |                                                                                       | [ 13 ] |
| 2011 | "Re:make"                               | Daishin Suzuki                      |                                                                                       | [ 14 ] |
| 2011 | "Answer is Near"                        | Masakazu Fukatsu                    |                                                                                       | [ 2 ]  |
| 2012 | "The Beginning"                         | Maxilla                             |                                                                                       | [ 3 ]  |
| 2012 | "Deeper Deeper"                         | Takahide Ishii                      |                                                                                       | [ 15 ] |
| 2013 | "Clock Strikes"                         | Masakazu Fukatsu                    |                                                                                       | [ 13 ] |
| 2013 | "Be the Light"                          | Shoichi David Haruyama              |                                                                                       | [ 16 ] |
| 2014 | "Decision"                              | —                                   | O vídeo utiliza imagens do documentário Fool Cool Rock! One Ok Rock Documentary Film. | [ 17 ] |
| 2014 | "Mighty Long Fall"                      | Ryohei Shingu                       |                                                                                       | [ 18 ] |
| 2015 | "The Way Back" (Japanese ver.)          | Maxilla                             |                                                                                       | [ 19 ] |
| 2015 | "Last Dance"                            | Jeremy Cloe                         |                                                                                       | [ 20 ] |
| 2015 | "Cry Out"                               | Ryohei Shingu                       |                                                                                       | [ 18 ] |
| 2015 | "Cry Out" (35xxxv Deluxe edition)       | Naoto Amazutsumi                    | Apresenta o One Ok Rock tocando em uma sessão de estúdio e contém imagens ao vivo.    | [ 22 ] |
| 2016 | "I was King" (Official Visualizer)      | Ruth Barrett (diretora & animadora) | Vídeo animado em 2D, que mostra uma série de criaturas derrubando um rei.             | [ 24 ] |
| 2016 | "Bedroom Warfare"                       | Sitcom Soldiers                     |                                                                                       | [ 25 ] |
| 2016 | "Taking Off"                            | Sitcom Soldiers                     |                                                                                       | [ 25 ] |
| 2017 | "We Are"                                | Mark Staubach                       |                                                                                       | [ 26 ] |
| 2017 | "American Girls"                        | Mark Staubach                       |                                                                                       | [ 27 ] |
| 2018 | "Change"                                | Raul Gonzo                          |                                                                                       | [ 28 ] |
| 2018 | "Stand Out Fit In"                      | Peter Huang                         |                                                                                       | [ 29 ] |
| 2019 | "Wasted Nights"                         | Kyle Cogan                          |                                                                                       | [ 30 ] |
| 2021 | "Renegades"                             | Toshi Atsunori                      |                                                                                       | [ 31 ] |
| 2021 | "Broken Heart of Gold (Japanese ver.)"  | Koji Kashihara × Akira Miyazaki     |                                                                                       | [ 32 ] |
| 2022 | "Save Yourself"                         | Tanu Muino                          |                                                                                       | [ 33 ] |

## Álbuns de vídeo
| Detalhes do álbum | Melhores posições nas tabelas | Melhores posições nas tabelas | Vendas                           | Certificações |
| Detalhes do álbum | JAP DVD                       | JAP Blu-ray                   | Vendas                           | Certificações |
| --- | ----------------------------- | ----------------------------- | -------------------------------- | ------------- |
| Live DVD "Yononaka Shredder" (Live DVD "世の中シュレッダー") - Lançamento: 19 de março de 2008 - Gravadora: Aer-born - Formato(s): DVD     | 60                            | —                             | - : 4,150                        |               |
| This is My Budokan?! 2010.11.28 - Lançamento: 16 de fevereiro de 2011 - Gravadora: A-Sketch - Formato(s): DVD                              | 2                             | —                             | - : 40,552                       |               |
| "Zankyo Reference" Tour in Yokohama Arena - Lançamento: 30 de maio de 2012 - Gravadora: A-Sketch - Formato(s): DVD, blu-ray                | 3                             | 2                             | - : 41,008 (DVD)                 | - RIAJ: Ouro  |
| One Ok Rock 2013 "Jinsei x Kimi =" Tour Live&Film - Lançamento: 9 de outubro de 2013 - Gravadora: A-Sketch - Formato(s): DVD, blu-ray      | 1                             | 2                             | - : 47,239 (DVD)                 | - RIAJ: Ouro  |
| "Fool Cool Rock!" One Ok Rock Documentary Film - Lançamento: 12 de novembro de 2014 - Gravadora: A-Sketch - Formato(s): DVD, blu-ray       | 1                             | 7                             | —                                |               |
| One Ok Rock 2014 "Mighty Long Fall at Yokohama Stadium" - Lançamento: 29 de abril de 2015 - Gravadora: A-Sketch - Formato(s): DVD, blu-ray | 2                             | 3                             | - : 96,271 (DVD) - : 22,250 (BD) | - RIAJ: Ouro  |
| One Ok Rock 2015 “35xxxv” Japan Tour Live & Documentary - Lançamento: 6 de abril de 2016 - Gravadora: A-Sketch - Formato(s): DVD, blu-ray  | 1                             | 2                             | - : 76,802 (DVD) - : 34,797 (BD) | - RIAJ: Ouro  |
| One Ok Rock 2016 Special Live in Nagisaen - Lançamento: 17 de janeiro de 2018 - Gravadora: A-Sketch - Formato(s): DVD, blu-ray             | 2                             | 1                             | - : 77,773 (DVD) - : 39,807 (BD) | - RIAJ: Ouro  |
| One Ok Rock 2017 "Ambitions" Japan Tour - Lançamento: 16 de maio de 2018 - Gravadora: A-Sketch - Formato(s): DVD, blu-ray                  | 1                             | 1                             | - : 66,473 (DVD) - : 33,795 (BD) | - RIAJ: Ouro  |
| One Ok Rock 2018 Ambitions Japan Dome Tour - Lançamento: 21 de agosto de 2019 - Gravadora: A-Sketch - Formato(s): DVD, blu-ray             | 2                             | 3                             | - : 51,511 (DVD) - : 29,277 (BD) |               |
| One Ok Rock with Orchestra Japan Tour 2018 - Lançamento: 21 de agosto de 2019 - Gravadora: A-Sketch - Formato(s): DVD, blu-ray             | 1                             | 2                             | - : 52,732 (DVD) - : 33,458 (BD) |               |
| One Ok Rock "Eye of the Storm" Japan Tour - Lançamento: 28 de outubro de 2020 - Gravadora: A-Sketch - Formato(s): DVD, blu-ray             | 1                             | 1                             | - : 47,547 (DVD) - : 29,759 (BD) |               |
| One Ok Rock 2020 Field of Wonder at Stadium - Lançamento: 17 de novembro de 2021 - Gravadora: 10969 Inc. - Formato(s): DVD, blu-ray        | 1                             | 1                             | - : 26,157 (DVD) - : 16,953 (BD) |               |
| One Ok Rock 2021 Day to Night Acoustic Sessions - Lançamento: 20 de abril de 2022 - Gravadora: 10969 Inc. - Formato(s): DVD, blu-ray       | 1                             | 1                             | —                                |               |
| "—" denota itens que foram lançados apenas em formato DVD.                                                                                 |                               |                               |                                  |               |

## Filmografia

### Documentários
| Ano  | Título                                       | Diretor          | Notas                                                   | Ref.   |
| ---- | -------------------------------------------- | ---------------- | ------------------------------------------------------- | ------ |
| 2014 | Fool Cool Rock! One Ok Rock Documentary Film | Hiroyuki Nakano  | Exibido por tempo limitado nos cinemas do Japão.        | [ 55 ] |
| 2021 | One Ok Rock: Flip a Coin                     | Naoto Amazutsumi | Lançado exclusivamente no serviço de streaming Netflix. | [ 56 ] |

### Televisão
| Ano  | Título                                                                       | Notas | Ref.   |
| ---- | ---------------------------------------------------------------------------- | --- | ------ |
| 2012 | One Ok Rock 2011-2012"残響リファレンス"Tour 〜Yokohama Arena Special Final〜 | As duas últimas apresentações da Zankyo Reference Tour, realizadas na Yokohama Arena, tornaram-se uma única apresentação, transmitida pela emissora Wowow.    | [ 57 ] |
| 2017 | One Ok Rock 18祭 -1000人の奇跡 We are-                                       | Especial de televisão exibido pela NHK. O One Ok Rock colabora com mil adolescentes japoneses, que os acompanham em uma performance.                          | [ 58 ] |
| 2018 | One Ok Rock Live & Documentary "Ambitions Asia Tour 2018" in Taiwan          | Concerto realizado em Taiwan e transmitido como um programa de televisão exclusivo pela Space Shower TV.                                                      | [ 59 ] |
| 2019 | One Ok Rock World Tour Document                                              | Documentário transmitido pela NHK World Premium, que segue o One Ok Rock em sua turnê mundial Eye of the Storm, durante as etapas norte-americana e européia. | [ 60 ] |

## Comerciais
| Ano  | Companhia          | Canção tema          | Descrição | Região         | Ref.   |
| ---- | ------------------ | -------------------- | --- | -------------- | ------ |
| 2011 | Recochoku Co, Ltd. | "Re:make"            | Canção utilizada para promover o serviço digital Recochoku.                                                       | Japão          | [ 61 ] |
| 2013 | Suzuki             | "Deeper Deeper"      | Canção utilizada para promover a linha Suzuki Swift Sport.                                                        | Japão          | [ 62 ] |
| 2015 | NHK-BS             | "Take Me to the Top" | Canção utilizada para a transmissão da Copa do Mundo de Rugby de 2015.                                            | Japão          | [ 63 ] |
| 2015 | NFL                | "Cry Out"            | Canção utilizada na transmissão J-Wave Special Super Bowl XLIX Radio.                                             | Japão          | [ 64 ] |
| 2015 | NTT Docomo         | "Wherever You Are"   | Tema para a série de telefonia: "Kazoku-hen".                                                                     | Japão          | [ 65 ] |
| 2016 | NTT Docomo         | "Always Coming Back" | Tema para a série de telefonia: "Kanjou no Subete/Nakama".                                                        | Japão          | [ 66 ] |
| 2017 | NHK                | "We Are"             | Tema para transmissão de futebol.                                                                                 | Japão          | [ 26 ] |
| 2017 | Honda              | "Take What You Want" | Apresenta o One Ok Rock dirigindo um Honda New Civic na estrada e contém narração do vocalista Takahiro Moriuchi. | Japão          | [ 67 ] |
| 2018 | Honda              | "Change"             | Canção utilizada para promover o modelo HondaJet. Contém narração de Moriuchi.                                    | Japão          | [ 68 ] |
| 2018 | Honda              | "Stand Out Fit In"   | Canção utilizada para promover o veículo Honda Bike. Contém narração de Moriuchi.                                 | Japão          | [ 69 ] |
| 2019 | Honda              | "Head High"          | Exibe o One Ok Rock se apresentando. Contém narração de Moriuchi.                                                 | Japão          | [ 70 ] |
| 2020 | NBC                | "Wasted Nights"      | Tema para o trailer da série de televisão dramática Council of Dads.                                              | Estados Unidos | [ 71 ] |
| 2021 | CBS                | "Giants"             | Tema para o trailer do programa de televisão de competição Tough as Nails (temporada 3).                          | Estados Unidos | [ 72 ] |
| 2022 | Asahi Breweries    | "Wonder"             | Canção utilizada para promover a bebida Asahi Super Dry.                                                          | Japão          | [ 73 ] |
| 2022 | Seiko Watch Corp.  | "Save Yourself"      | Canção utilizada para promover a linha Seiko Prospex.                                                             | Japão          | [ 74 ] |